# Tramlijn 81 (Brussel)
De Brusselse tramlijn 81 uitgebaat door de MIVB verbindt het station Marius Renard met het metrostation Montgomery (Sint-Pieters-Woluwe). De kenkleur van deze lijn is groen.

## Traject
Montgomery - Merode - Sint-Pietersplein - Acacia - De Jacht - Sint-Antoonkerk - Mouterij - Gist - Flagey - Dautzenberg - Baljuw - Drievuldigheid - Janson - Moris - Lombardije - Bareel - Willem Tell - Bethlehem - Koningslaan - Zweden - Zuidstation - Bara - Fiennes - Raad - Albert I - Kuregem - Dover - Verzet - Sint-Guido - Meir - Ysaye - van Beethoven - Frans Hals - Vivès-Park - Marius Renard.

## Geschiedenis

### Metroplannen Marius Renard
In het metroplan van 1975 werd een metrolijn 2 voorgesteld die vanaf het Zuidstation in plaats van het huidige traject Clemenceau - Delacroix - Weststation het westelijke traject van de huidige tramlijn 81 zou hernemen. De metrolijn zou metrolijn 5 (toen 1B) kruisen bij Sint-Guido. In station Sint-Guido is een extra niveau aanwezig voor deze lijn.

### Voor 2008: Montgomery - Heizel

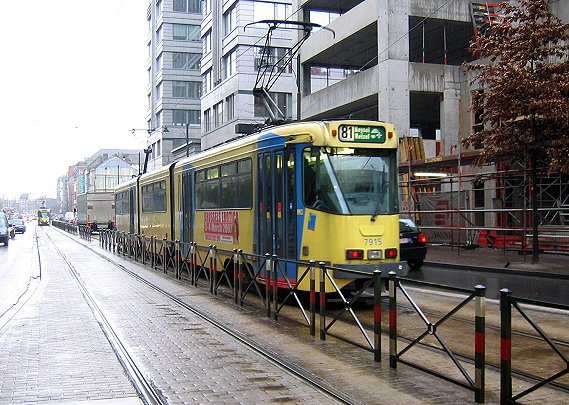
Een driedelige PCC-tram op lijn 81 aan de halte Zweden, voor het Zuidstation.

Tramlijn 81 was tot 2008 een van de langste lijnen van het hele MIVB-netwerk. Het is echter ook een van de traagste lijnen, doordat de tram vaak in smalle straten zonder eigen tracé rijdt. Tot 2007 bediende deze lijn nog de volledige noord-zuidverbinding, maar in verband met de lengte en vertragingen van de lijn heeft hij tussen het Zuidstation en het Kerkhof van Jette de historische reisweg van de in 2007 opgeheven tramlijn 18 overgenomen.

### Herschikking in 2008: Montgomery - Marius Renard
Vanaf 30 juni 2008 werd deze lijn herschikt. Het noordelijke stuk (Zuidstation-Heizel) werd overgenomen door een nieuwe tramlijn 51. Ook volgde in 2009 de rechtstreekse metroverbinding metrolijn 6 tussen het Zuidstation en de Heizel, maar niet via het oude traject van tram 81. Het nieuwe traject van tramlijn 81 in 2008 werd Montgomery-Marius Renard; vanaf het Zuidstation nam tramlijn 81 dus het traject van de tramlijn 56 over.
Ook vanaf 30 juni 2008 werd 's avonds na 20u de bediening van lijn 81 volledig hernomen door lijnen 31 (tussen Marius Renard en het Zuidstation) en 83 (tussen het Zuidstation en Montgomery). Op 23 februari 2015 werden deze avondtramlijnen afgeschaft en rijdt de tram 81 ook vanaf 20u.

## Materieel
Sinds 2017 wordt deze tramlijn op weekdagen met driedelige PCC-trams (serie 79xx) gereden, en in het weekend met serie 3xxx Cityrunners.